# Beindorff (Adelsgeschlecht)

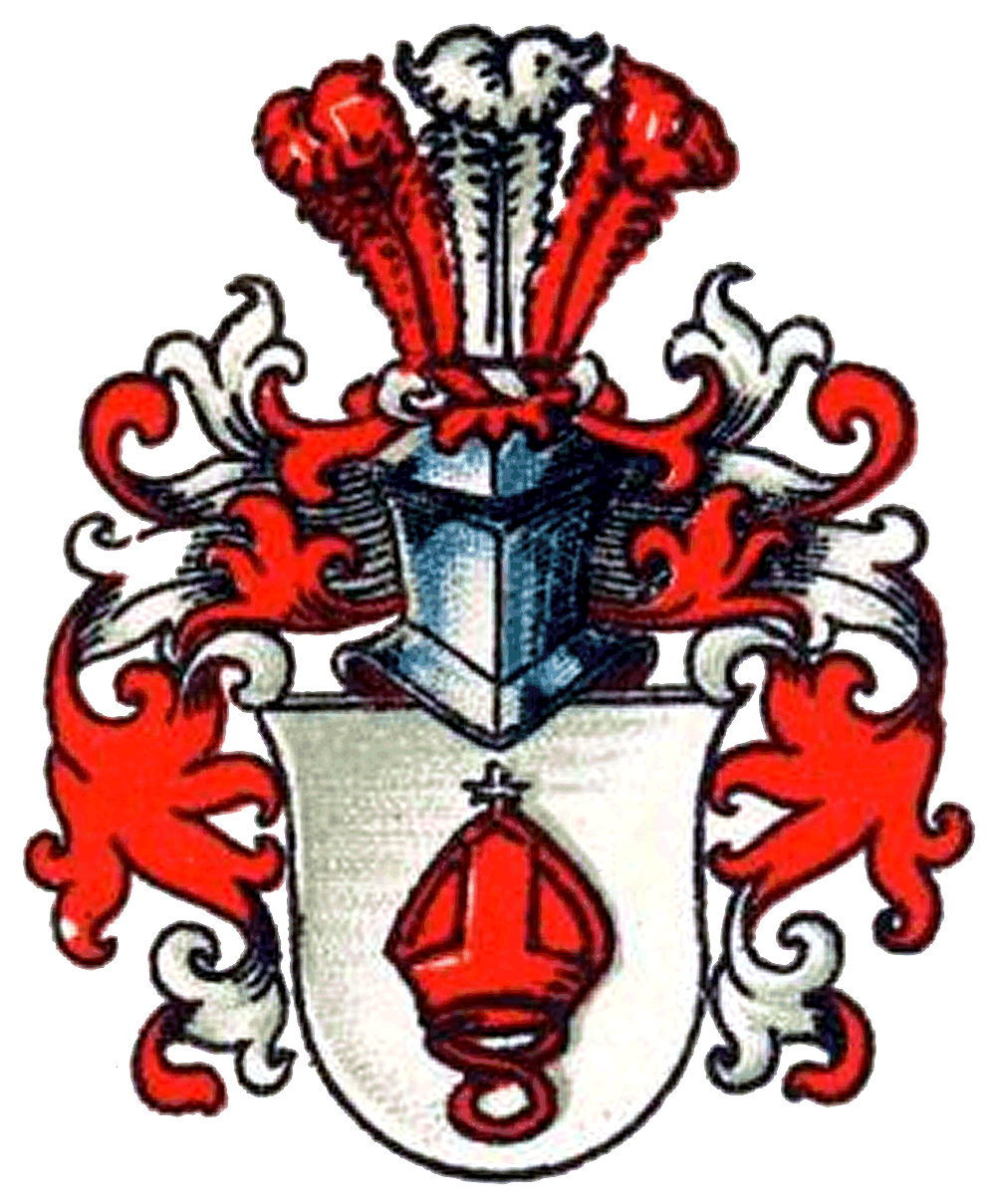
Wappen derer von Beindorf

Beindorff ist der Name eines ausgestorbenen adeligen Pfännergeschlechts der Stadt Groß Salze, heute Ortsteil von Schönebeck (Elbe) in Sachsen-Anhalt.

## Herkunft
Das Stammhaus der Familie von Beindorff, nach dem sie benannt ist, ist das Dorf Beyendorf zwischen Schönebeck und Magdeburg. 
In der Stadt Groß Salze gehörten sie zu den Pfännern und stellten über eine Reihe von Jahren Bürgermeister der Stadt. Sie erscheinen dort urkundlich zuerst 1514 mit Valentin von Beindorff zu Salza.
In den Adelslexika von Leopold von Zedlitz-Neukirch, Ernst Heinrich Kneschke und Freiherr von Ledebur wird die Familie fälschlich von Beyendorf genannt, in den Akten findet sich jedoch durchgängig der Name von Beindorff. Die Angabe in den Nachschlagewerken, dass der Stamm in der 1. Hälfte des 17. Jahrhunderts mit Hans Albrecht von Beindorff, Bürgermeister und Salzpfänner zu Groß Salze, welcher 1629 noch lebte, und dessen Vettern Georg und Albrecht von Beindorff erlosch, kann anhand von Archivalien im Landesarchiv Sachsen-Anhalt präzisiert werden, da Hans Albrecht dort noch im Jahre 1630 urkundlich erwähnt wird. Er starb am 17. März 1634 in Groß Salze. Hans Albrecht von Beindorff zu Groß Salze hatte noch einen Sohn, Johann (Hans) Rudolph von Bei(e)ndorf(f) (1611–1634). Dessen Schwester war Magdalena Catharina von Beindorff. Sie vermählte sich mit Matthias Henrich von Lattorff (1614–1664), mit dem sie zwei Söhne und fünf Töchter bekam. Die Söhne waren Hans Ernst von Lattorff (1637–1685), kurbrandenburgischer Revisionskommissar, und Heinrich Wilhelm von Lattorff (* 1655), der als Fähnrich bei der Belagerung Stettins fiel.
Der unverheiratete fürstliche Hofrat Christoph Beindorff, 1639 bis 1656 bei der Stiftsregierung Quedlinburg tätig, stiftete 1656 den Beindorffschen Legatenfonds mit einem Kapital von 1.000 Talern und der Bestimmung der Unterstützung von Studierenden aus seiner Familie. Die Gelder waren bei der Regierungshauptkasse in Magdeburg hinterlegt.

## Persönlichkeiten
- 1514 Valentin von Beindorff zu Salza[1]
- 1548/1550 Margaretha, Witwe des Valtin von Beindorff
- 1548/1553 deren Söhne Georg und Hans von Beindorff
- 1556/1558 Hans von Beindorff
- 1563/1576 Alex von Beindorff
- 1569 Georg von Beindorff
- 1577 Alex von Beindorff der Ältere und Valtin von Beindorff
- 1579 Alex von Beindorff
- 1587 Valtin von Beindorff
- 1606 unmündiger Sohn des verstorbenen Georg von Beindorff
- 1630 Hans Albrecht von Beindorff († 1634), Bürgermeister und Salzpfänner (Erbsasse) zu Groß Salze
- 1611–1634 Hans Rudolph von Beindorff, Sohn des Hans Albrecht
- Magdalena Catharina von Beindorff, Tochter des Hans Albrecht, vermählt mit Matthias Henrich von Lattorff, gebar ihre Kinder zwischen 1635 und 1659
- Christoph Beindorff, 1639–1656 fürstlicher Hofrat an der Stiftsregierung Quedlinburg, Stifter des Beindorffschen Legatenfonds

## Wappen
Das Wappen zeigt in Silber eine rote Bischofsmitra mit rotem Kinnband, oben mit einem silbernen Kreuz gesteckt. Auf dem Helm mit rot-silbernen Decken drei Straußenfedern (rot, silbern, rot). Die Wappenfarben stimmen mit denen des Erzbistums Magdeburg überein, so dass zusammen mit der Mitra als Schildfigur ein ursprüngliches Lehensverhältnis vermutet werden kann.